# 宗像郵便局
宗像郵便局（むなかたゆうびんきょく）
- 福岡県宗像市にある郵便局。本記事にて記述する。

宗像郵便局（むなかたゆうびんきょく）は、福岡県宗像市にある郵便局である。民営化前の分類では集配普通郵便局であった。

## 概要
住所：〒811-4199 福岡県宗像市自由ケ丘2-7-9

## 沿革
- 1874年（明治7年）12月20日 - 赤間（あかま）郵便取扱所として開設[1]。
- 1875年（明治8年）1月1日 - 赤間郵便局（五等）となる。
- 1882年（明治15年） - 為替・貯金取扱を開始。
- 1892年（明治25年）3月16日 - 赤間郵便電信局となる。
- 1903年（明治36年）4月1日 - 通信官署官制の施行に伴い赤間郵便局となる。
- 1965年（昭和40年）6月6日 - 電話交換事務および和文電報配達事務を宗像電報電話局に移管[2]。
- 1970年（昭和45年）3月22日 - 宗像郡宗像町大字赤間から同町大字陵厳寺に移転[3]。
- 1983年（昭和58年）8月1日 - 特定郵便局から普通郵便局に局種別改定。
- 1987年（昭和62年）7月13日 - 宗像市陵厳寺から、同市自由ケ丘二丁目に局舎を新築、移転[4]するとともに、宗像東郵便局に改称。
- 1999年（平成11年） - 外国通貨の両替および旅行小切手の売買に関する業務取扱を開始。
- 2002年（平成14年）8月26日 - 宗像郵便局に改称するとともに、旧・宗像郵便局[5]から集配業務を移管。
- 2007年（平成19年）10月1日 - 民営化に伴い、併設された郵便事業宗像支店に一部業務を移管。
- 2012年（平成24年）10月1日 - 日本郵便株式会社発足に伴い、郵便事業宗像支店を宗像郵便局に統合。
- 2017年（平成29年）10月2日 - 集配業務の合理化の一環として、東隣・岡垣町における集配業務の一切を岡垣郵便局から完全移管される。

## 取扱内容
- 郵便、印紙、ゆうパック、内容証明
- 貯金、為替、振替、振込、国際送金、外貨両替・トラベラーズチェック、国債、投資信託
- 生命保険、バイク自賠責保険
- ゆうちょ銀行ATM
- 宗像市旧市域並びに遠賀郡岡垣町全域の郵便物等集配業務
- ゆうゆう窓口

## 周辺
- 福岡県立宗像中学校・高等学校
- 東海大学福岡短期大学
- 東海大学付属福岡高等学校
- 宗像市立自由ヶ丘小学校
- 国道3号

## アクセス
- JR鹿児島本線 赤間駅から徒歩約20分
- 西鉄バス 自由ヶ丘一丁目停留所下車
- 九州自動車道 若宮ICから北へ約7.5km
- 駐車場あり：28台